# Platooning

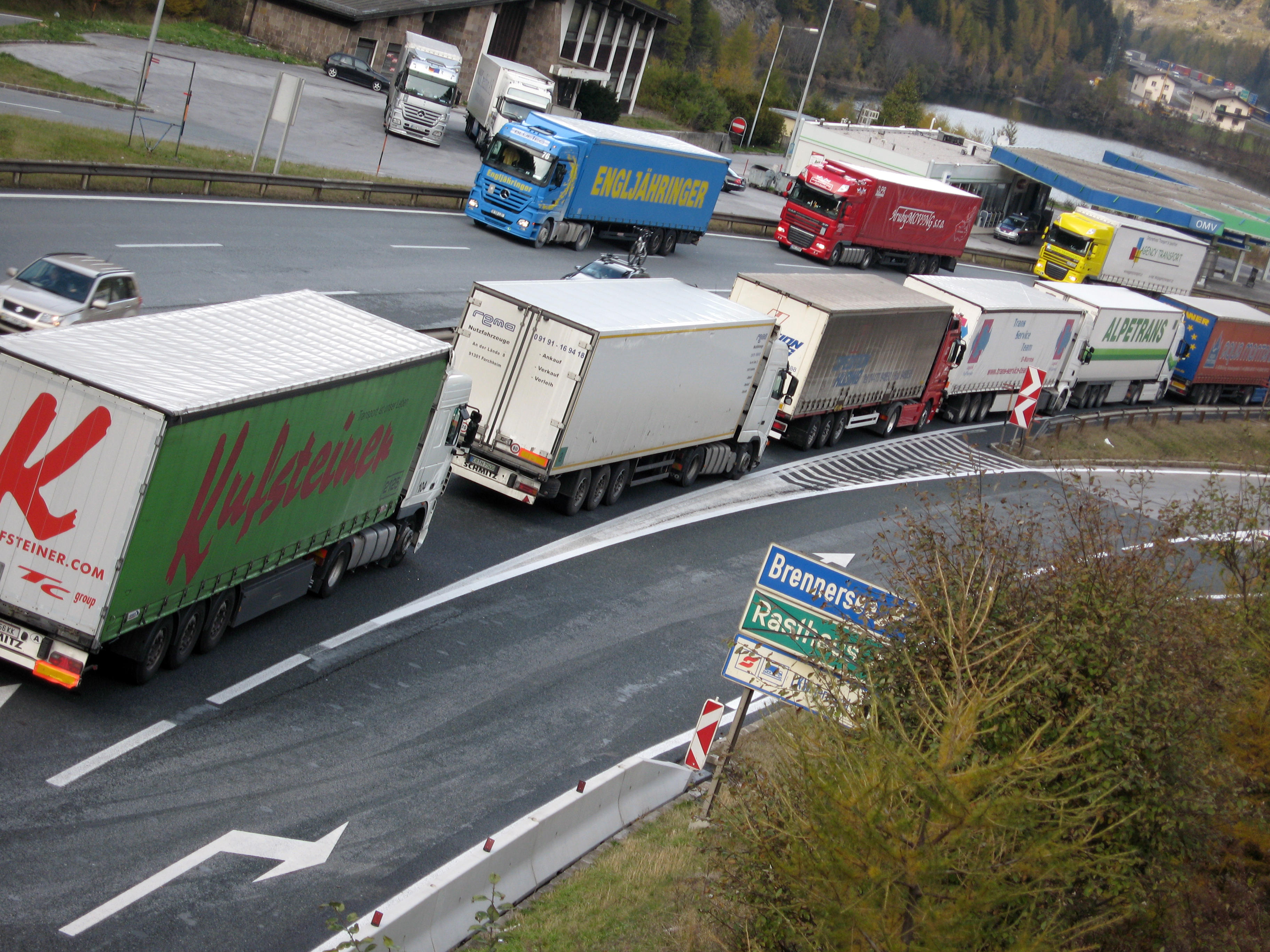

El platooning (también denominado trenes de carretera) es una agrupación de vehículos que incrementa la capacidad de transporte de las carreteras.
Una de las propuestas tecnológicas para realizar platooning es la construcción de una autovía automatizada. El platooning reduce la distancia entre vehículos empleando para ello enganches electrónicos, y también, posiblemente dispositivos mecánicos. Este mecanismo permite que los vehículos engarzados  puedan acelerar o frenar síncronamente, de tal forma que se elimina la distancia de reacción necesaria para los humanos, permitiendo insertar una mayor cantidad de vehículos en las carreteras. La puesta en circulación de este sistema de transporte necesita de la adquisición de nuevos vehículos o de la modificación de los actuales para que pueda implementarse en ellos el platooning. Los vehículos inteligentes permitirán, debido a sus sistemas de inteligencia artificial a bordo, incluirse o abandonar los platoons.

## Beneficios
Uno de los principales beneficios resulta ser económico debido al ahorro de combustible principalmente debido a la disminución de resistencia aerodinámica. La congestión del tráfico se puede reducir debido a lo compacto de los trenes de vehíclos. En trayectos de larga duración se permite introducir una mayor autonomía debido a la monotonía de eventos. Potencialmente se producirían menos accidentes.

## Inconvenientes
La sensación que produce en los conductores de perder el control sobre el vehículo. En caso de fallo del sistema y sobre todo con temporal será muy difícil mantener el control del vehículo.